# Agustín Miranda (calciatore 1992)
Agustín Sebastián Miranda Cambón, noto semplicemente come Agustín Miranda (Montevideo, 28 novembre 1992), è un calciatore uruguaiano, centrocampista del Cerro.

## Caratteristiche tecniche
È un centrocampista centrale.

## Carriera
Cresciuto nel settore giovanile del Sud América, ha esordito in prima squadra il 17 agosto 2014 disputando l'incontro di Primera División Profesional vinto 2-1 contro il Rampla Juniors.

## Palmarès

### Competizioni nazionali
- Segunda División Profesional de Uruguay: 1

Sud América: 2012-2013